# Arrondissement di Thionville-Ovest
L'arrondissement di Thionville-Ovest era una suddivisione amministrativa francese, situata nel dipartimento della Mosella e nella regione del Grand Est.
È stato soppresso il 29 dicembre 2014 per confluire nel nuovo arrondissement di Thionville.

## Composizione
L'arrondissement raggruppava 30 comuni in 6 cantoni:
- cantone di Algrange
- cantone di Fameck
- cantone di Florange
- cantone di Fontoy
- cantone di Hayange
- cantone di Moyeuvre-Grande